# Willem V van Nevers
Willem V (VI) van Nevers (1168 - 1181) was de enige zoon van Gwijde van Nevers en van Mathilde van Bourgondië. Hij volgde, als kind nog, zijn vader in 1176 op als graaf van Nevers, van Tonnerre en van Auxerre onder regentschap van zijn oom Reinout, maar stierf al in 1181, nog steeds minderjarig. Zijn eveneens nog minderjarige zuster Agnes volgde hem op als gravin van Nevers, Tonnerre en Auxerre, weer onder verlengd regentschap van Renaud van Decize.